# Victoria Atkin
Pour les articles homonymes, voir Victoria et Atkin.
Ne pas confondre avec la femme politique britannique Victoria Atkins.
Victoria Atkin, née le 28 décembre 1986 , est une actrice britannique.

## Biographie
Victoria Atkin est principalement connue pour son rôle de Jason/Jasmine Costello (en) dans la série télévisée Hollyoaks.

## Filmographie
- 2010 : Hollyoaks Later (en) (série télévisée) : Jason Costello / Jasmine Costello (5 épisodes)
- 2010-2011 : Hollyoaks (série télévisée) : Jason Costello / Jasmine Costello (134 épisodes)
- 2012 : Holby City (série télévisée) : Lainey Craig
- 2013 : The Girl's Guide to Depravity (série télévisée) : Camilla (5 épisodes)
- 2015 : Assassin's Creed Syndicate (jeu vidéo) : Evie Frye (voix)
- 2015 : Assassin's Creed: Syndicate - Jack the Ripper (jeu vidéo) : Evie Frye (voix)
- 2016 : #killerpost (série télévisée) : Jenelle Potter
- 2016 : Titanfall 2 (jeu vidéo) : MP Pilot (voix)
- 2017 : Horizon Zero Dawn (jeu vidéo) : Mailen (voix)
- 2017 : Altitude : Speedbird PA (voix)
- 2017 : A Good Dream : Beatrice
- 2017 : Fortnite (jeu vidéo) : Thora, Clip, Powerchord (voix)
- 2017 : Middle-earth: Shadow of War (jeu vidéo) : Humans (voix)
- 2017 : Horizon Zero Dawn: The Frozen Wilds (jeu vidéo) : Mailen / Sekuli (voix)
- 2017 : Extinct (série télévisée) : Feena (épisodes)
- 2018 : World of Warcraft: Battle for Azeroth (jeu vidéo) : Elf (femme) (voix)
- 2019 : Crackdown 3 (jeu vidéo) : Agent Zaya (voix)
- 2020 : Guardian Tales (jeu vidéo) : Beth (voix)[2]